# Jefferson Savarino
Jefferson David Savarino Quintero (Maracaibo, 11 novembre 1996) è un calciatore venezuelano, centrocampista del Botafogo e della nazionale venezuelana.

## Biografia
E' venezuelano di origini siciliane, precisamente di Modica da parte del padre, imprenditore del mobile emigrato in Venezuela.

## Caratteristiche tecniche
È un esterno destro.

## Carriera

### Club
Cresciuto nelle giovanili dello Zulia, ha esordito il 20 gennaio 2013 in occasione del match perso 2-0 contro l'Atlético Venezuela.

### Nazionale
Ha esordito in nazionale il 3 giugno 2017 in occasione del match pareggiato 1-1 contro gli Stati Uniti.

## Statistiche

### Presenze e reti nei club
Statistiche aggiornate al 27 maggio 2025.
| Stagione                | Squadra                 | Campionato              | Campionato | Campionato | Coppe nazionali | Coppe nazionali | Coppe nazionali | Coppe continentali | Coppe continentali | Coppe continentali | Altre coppe | Altre coppe | Altre coppe | Totale | Totale | Totale |
| Stagione                | Squadra                 | Comp                    | Pres       | Reti       | Comp            | Pres            | Reti            | Comp               | Pres               | Reti               | Comp        | Pres        | Reti        | Pres   | Reti   |        |
| ----------------------- | ----------------------- | ----------------------- | ---------- | ---------- | --------------- | --------------- | --------------- | ------------------ | ------------------ | ------------------ | ----------- | ----------- | ----------- | ------ | ------ | ------ |
| 2012-2013               | Zulia                   | PD                      | 6          | 0          | CV              | 0               | 0               | -                  | -                  | -                  | -           | -           | -           | 6      | 0      |        |
| 2013-2014               | Zulia                   | PD                      | 26         | 2          | CV              | 0               | 0               | -                  | -                  | -                  | -           | -           | -           | 26     | 2      |        |
| 2014-2015               | Zulia                   | PD                      | 24         | 0          | CV              | 0               | 0               | -                  | -                  | -                  | -           | -           | -           | 24     | 0      |        |
| 2015                    | Zulia                   | PD                      | 20         | 6          | CV              | 0               | 0               | -                  | -                  | -                  | -           | -           | -           | 20     | 6      |        |
| 2016                    | Zulia                   | PD                      | 45         | 18         | CV              | 5               | 3               | -                  | -                  | -                  | -           | -           | -           | 50     | 21     |        |
| 2017                    | Zulia                   | PD                      | 11         | 6          | CV              | 0               | 0               | CL                 | 4                  | 1                  | -           | -           | -           | 15     | 7      |        |
| Totale Zulia            | Totale Zulia            | Totale Zulia            | 132        | 32         |                 | 5               | 3               |                    | 4                  | 1                  |             | -           | -           | 141    | 36     |        |
| 2017                    | Real Salt Lake          | MLS                     | 22         | 6          | USOC            | 0               | 0               | -                  | -                  | -                  | -           | -           | -           | 22     | 6      |        |
| 2018                    | Real Salt Lake          | MLS                     | 32+3       | 7          | USOC            | 0               | 0               | -                  | -                  | -                  | -           | -           | -           | 35     | 7      |        |
| 2019                    | Real Salt Lake          | MLS                     | 28+2       | 8+1        | USOC            | 0               | 0               | -                  | -                  | -                  | LC          | 1           | 0           | 31     | 9      |        |
| 2020                    | Atlético Mineiro        | M1/MG+A                 | 10+32      | 4+7        | CB              | 1               | 0               | -                  | -                  | -                  | -           | -           | -           | 43     | 11     |        |
| 2021                    | Atlético Mineiro        | M1/MG+A                 | 8+18       | 0+5        | CB              | 5               | 0               | CL                 | 9                  | 2                  | -           | -           | -           | 40     | 7      |        |
| 2022                    | Atlético Mineiro        | M1/MG+A                 | 9+3        | 2+2        | CB              | 1               | 0               | CL                 | 2                  | 0                  | SB          | 1           | 0           | 16     | 4      |        |
| Totale Atletico Mineiro | Totale Atletico Mineiro | Totale Atletico Mineiro | 27+53      | 6+14       |                 | 7               | 0               |                    | 11                 | 2                  |             | 1           | 0           | 99     | 22     |        |
| 2022                    | Real Salt Lake          | MLS                     | 19+1       | 7          | USOC            | 0               | 0               | -                  | -                  | -                  | -           | -           | -           | 20     | 7      |        |
| 2023                    | Real Salt Lake          | MLS                     | 24+3       | 7+1        | USOC            | 3               | 2               | -                  | -                  | -                  | LC          | 4           | 1           | 34     | 11     |        |
| Totale Real Salt Lake   | Totale Real Salt Lake   | Totale Real Salt Lake   | 125+9      | 35+2       |                 | 3               | 2               |                    | -                  | -                  |             | 5           | 1           | 142    | 40     |        |
| 2024                    | Botafogo                | A/RJ+A                  | 7+28       | 2+8        | CB              | 4               | 0               | CL                 | 15                 | 4                  | CInt        | 1           | 0           | 55     | 14     |        |
| 2025                    | Botafogo                | A/RJ+A                  | 4+6        | 1+2        | CB              | 1               | 0               | CL                 | 3                  | 0                  | SB+RS       | 1+2         | 0           | 17     | 3      |        |
| Totale Botafogo         | Totale Botafogo         | Totale Botafogo         | 11+34      | 3+10       |                 | 5               | 0               |                    | 18                 | 4                  |             | 4           | 0           | 72     | 17     |        |
| Totale carriera         | Totale carriera         | Totale carriera         | 391        | 102        |                 | 20              | 5               |                    | 33                 | 7                  |             | 10          | 1           | 454    | 115    |        |

### Cronologia presenze e reti in nazionale
| Cronologia completa delle presenze e delle reti in nazionale ― Venezuela | Cronologia completa delle presenze e delle reti in nazionale ― Venezuela | Cronologia completa delle presenze e delle reti in nazionale ― Venezuela | Cronologia completa delle presenze e delle reti in nazionale ― Venezuela | Cronologia completa delle presenze e delle reti in nazionale ― Venezuela | Cronologia completa delle presenze e delle reti in nazionale ― Venezuela | Cronologia completa delle presenze e delle reti in nazionale ― Venezuela | Cronologia completa delle presenze e delle reti in nazionale ― Venezuela |
| Data                                                                     | Città                                                                    | In casa                                                                  | Risultato                                                                | Ospiti                                                                   | Competizione                                                             | Reti                                                                     | Note                                                                     |
| ------------------------------------------------------------------------ | ------------------------------------------------------------------------ | ------------------------------------------------------------------------ | ------------------------------------------------------------------------ | ------------------------------------------------------------------------ | ------------------------------------------------------------------------ | ------------------------------------------------------------------------ | ------------------------------------------------------------------------ |
| 3-6-2017                                                                 | Sandy                                                                    | Stati Uniti                                                              | 1 – 1                                                                    | Venezuela                                                                | Amichevole                                                               | -                                                                        | 72’                                                                      |
| 8-9-2018                                                                 | Miami                                                                    | Venezuela                                                                | 1 – 2                                                                    | Colombia                                                                 | Amichevole                                                               | -                                                                        | 81’                                                                      |
| 11-9-2018                                                                | Panama                                                                   | Panama                                                                   | 0 – 2                                                                    | Venezuela                                                                | Amichevole                                                               | -                                                                        | 56’                                                                      |
| 16-10-2018                                                               | Barcellona                                                               | Emirati Arabi Uniti                                                      | 0 – 2                                                                    | Venezuela                                                                | Amichevole                                                               | -                                                                        |                                                                          |
| 16-11-2018                                                               | Ōita                                                                     | Giappone                                                                 | 1 – 1                                                                    | Venezuela                                                                | Amichevole                                                               | -                                                                        | 90+5’                                                                    |
| 20-11-2018                                                               | Doha                                                                     | Iran                                                                     | 1 – 1                                                                    | Venezuela                                                                | Amichevole                                                               | -                                                                        | 62’                                                                      |
| 6-6-2019                                                                 | Atlanta                                                                  | Messico                                                                  | 3 – 1                                                                    | Venezuela                                                                | Amichevole                                                               | -                                                                        | 46’                                                                      |
| 9-6-2019                                                                 | Cincinnati                                                               | Stati Uniti                                                              | 0 – 3                                                                    | Venezuela                                                                | Amichevole                                                               | 1                                                                        | 65’                                                                      |
| 15-6-2019                                                                | Porto Alegre                                                             | Venezuela                                                                | 0 – 0                                                                    | Perù                                                                     | Coppa America 2019 - 1º turno                                            | -                                                                        | 69’                                                                      |
| 22-6-2019                                                                | Belo Horizonte                                                           | Bolivia                                                                  | 1 – 3                                                                    | Venezuela                                                                | Coppa America 2019 - 1º turno                                            | -                                                                        |                                                                          |
| 10-9-2019                                                                | Tampa                                                                    | Colombia                                                                 | 0 – 0                                                                    | Venezuela                                                                | Amichevole                                                               | -                                                                        | 73’                                                                      |
| 10-10-2019                                                               | Caracas                                                                  | Venezuela                                                                | 4 – 1                                                                    | Bolivia                                                                  | Amichevole                                                               | -                                                                        | 79’                                                                      |
| 14-10-2019                                                               | Caracas                                                                  | Venezuela                                                                | 2 – 0                                                                    | Trinidad e Tobago                                                        | Amichevole                                                               | -                                                                        | 74’                                                                      |
| 9-10-2020                                                                | Barranquilla                                                             | Colombia                                                                 | 3 – 0                                                                    | Venezuela                                                                | Qual. Mondiali 2022                                                      | -                                                                        |                                                                          |
| 13-11-2020                                                               | San Paolo                                                                | Brasile                                                                  | 1 – 0                                                                    | Venezuela                                                                | Qual. Mondiali 2022                                                      | -                                                                        | 79’                                                                      |
| 17-11-2020                                                               | Caracas                                                                  | Venezuela                                                                | 2 – 1                                                                    | Cile                                                                     | Qual. Mondiali 2022                                                      | -                                                                        |                                                                          |
| 3-6-2021                                                                 | La Paz                                                                   | Bolivia                                                                  | 3 – 1                                                                    | Venezuela                                                                | Qual. Mondiali 2022                                                      | -                                                                        |                                                                          |
| 8-6-2021                                                                 | Caracas                                                                  | Venezuela                                                                | 0 – 0                                                                    | Uruguay                                                                  | Qual. Mondiali 2022                                                      | -                                                                        | 83’                                                                      |
| 27-6-2021                                                                | Brasilia                                                                 | Venezuela                                                                | 0 – 1                                                                    | Perù                                                                     | Coppa America 2021 - 1º turno                                            | -                                                                        |                                                                          |
| 2-9-2021                                                                 | Caracas                                                                  | Venezuela                                                                | 1 – 3                                                                    | Argentina                                                                | Qual. Mondiali 2022                                                      | -                                                                        |                                                                          |
| 5-9-2021                                                                 | Lima                                                                     | Perù                                                                     | 1 – 0                                                                    | Venezuela                                                                | Qual. Mondiali 2022                                                      | -                                                                        | 83’                                                                      |
| 9-9-2021                                                                 | Asunción                                                                 | Paraguay                                                                 | 2 – 1                                                                    | Venezuela                                                                | Qual. Mondiali 2022                                                      | -                                                                        | 22’                                                                      |
| 11-11-2021                                                               | Quito                                                                    | Ecuador                                                                  | 1 – 0                                                                    | Venezuela                                                                | Qual. Mondiali 2022                                                      | -                                                                        | 65’                                                                      |
| 16-11-2021                                                               | Caracas                                                                  | Venezuela                                                                | 1 – 2                                                                    | Perù                                                                     | Qual. Mondiali 2022                                                      | -                                                                        | 70’                                                                      |
| 25-3-2022                                                                | Buenos Aires                                                             | Argentina                                                                | 3 – 0                                                                    | Venezuela                                                                | Qual. Mondiali 2022                                                      | -                                                                        | 88’                                                                      |
| 29-3-2022                                                                | Ciudad Guayana                                                           | Venezuela                                                                | 0 – 1                                                                    | Colombia                                                                 | Qual. Mondiali 2022                                                      | -                                                                        |                                                                          |
| 22-9-2022                                                                | Maria Enzersdorf                                                         | Venezuela                                                                | 0 – 1                                                                    | Islanda                                                                  | Amichevole                                                               | -                                                                        | 76’                                                                      |
| 27-9-2022                                                                | Wiener Neustadt                                                          | Emirati Arabi Uniti                                                      | 0 – 4                                                                    | Venezuela                                                                | Amichevole                                                               | 1                                                                        | 78’                                                                      |
| 15-11-2022                                                               | Sharja                                                                   | Venezuela                                                                | 2 – 2                                                                    | Panama                                                                   | Amichevole                                                               | -                                                                        |                                                                          |
| 20-11-2022                                                               | Dubai                                                                    | Siria                                                                    | 1 – 2                                                                    | Venezuela                                                                | Amichevole                                                               | -                                                                        |                                                                          |
| 15-6-2023                                                                | Washington                                                               | Venezuela                                                                | 1 – 0                                                                    | Honduras                                                                 | Amichevole                                                               | -                                                                        | 75’                                                                      |
| 18-6-2023                                                                | East Hartford                                                            | Venezuela                                                                | 1 – 0                                                                    | Guatemala                                                                | Amichevole                                                               | -                                                                        | 72’                                                                      |
| 7-9-2023                                                                 | Barranquilla                                                             | Colombia                                                                 | 1 – 0                                                                    | Venezuela                                                                | Qual. Mondiali 2026                                                      | -                                                                        | 59’                                                                      |
| 12-9-2023                                                                | Maturín                                                                  | Venezuela                                                                | 1 – 0                                                                    | Paraguay                                                                 | Qual. Mondiali 2026                                                      | -                                                                        | 67’                                                                      |
| 12-10-2023                                                               | Cuiabá                                                                   | Brasile                                                                  | 1 – 1                                                                    | Venezuela                                                                | Qual. Mondiali 2026                                                      | -                                                                        | 46’                                                                      |
| 21-11-2023                                                               | Lima                                                                     | Perù                                                                     | 1 – 1                                                                    | Venezuela                                                                | Qual. Mondiali 2026                                                      | 1                                                                        | 77’                                                                      |
| 21-3-2024                                                                | Fort Lauderdale                                                          | Venezuela                                                                | 1 – 2                                                                    | Italia                                                                   | Amichevole                                                               | -                                                                        | 62’                                                                      |
| 24-3-2024                                                                | Houston                                                                  | Guatemala                                                                | 0 – 0                                                                    | Venezuela                                                                | Amichevole                                                               | -                                                                        | 46’                                                                      |
| 22-6-2024                                                                | Santa Clara                                                              | Ecuador                                                                  | 1 – 2                                                                    | Venezuela                                                                | Coppa America 2024 - 1º turno                                            | -                                                                        | 84’                                                                      |
| 26-6-2024                                                                | Inglewood                                                                | Venezuela                                                                | 1 – 0                                                                    | Messico                                                                  | Coppa America 2024 - 1º turno                                            | -                                                                        | 46’                                                                      |
| 5-7-2024                                                                 | Arlington                                                                | Venezuela                                                                | 1 – 1 (3 - 4 dtr)                                                        | Canada                                                                   | Coppa America 2024 - Quarti di finale                                    | -                                                                        | 84’                                                                      |
| 10-9-2024                                                                | Maturín                                                                  | Venezuela                                                                | 0 – 0                                                                    | Uruguay                                                                  | Qual. Mondiali 2026                                                      | -                                                                        | 59’                                                                      |
| 10-10-2024                                                               | Maturín                                                                  | Venezuela                                                                | 1 – 1                                                                    | Argentina                                                                | Qual. Mondiali 2026                                                      | -                                                                        | 59’                                                                      |
| 15-10-2024                                                               | Asunción                                                                 | Paraguay                                                                 | 2 – 1                                                                    | Venezuela                                                                | Qual. Mondiali 2026                                                      | -                                                                        | 66’                                                                      |
| 14-11-2024                                                               | Maturin                                                                  | Venezuela                                                                | 1 – 1                                                                    | Brasile                                                                  | Qual. Mondiali 2026                                                      | -                                                                        |                                                                          |
| 19-11-2024                                                               | Santiago del Cile                                                        | Cile                                                                     | 4 – 2                                                                    | Venezuela                                                                | Qual. Mondiali 2026                                                      | 1                                                                        | 71’                                                                      |
| 25-3-2025                                                                | Maturín                                                                  | Venezuela                                                                | 1 – 0                                                                    | Perù                                                                     | Qual. Mondiali 2026                                                      | -                                                                        | 83’                                                                      |
| 6-6-2025                                                                 | Maturín                                                                  | Venezuela                                                                | 2 – 0                                                                    | Bolivia                                                                  | Qual. Mondiali 2026                                                      | -                                                                        | 76’                                                                      |
| 10-6-2025                                                                | Montevideo                                                               | Uruguay                                                                  | 2 – 0                                                                    | Venezuela                                                                | Qual. Mondiali 2026                                                      | -                                                                        | 58’                                                                      |
| Totale                                                                   |                                                                          | Presenze                                                                 | 49                                                                       |                                                                          | Reti                                                                     | 4                                                                        |                                                                          |

## Palmarès

### Club

#### Competizioni statali
- Campionato Mineiro: 3

Atlético Mineiro: 2020, 2021, 2022

#### Competizioni nazionali
- Campionato brasiliano: 2

Atletico Mineiro: 2021
Botafogo: 2024
- Coppa del Brasile: 1

Atlético Mineiro: 2021

#### Competizioni internazionali
- Coppa Libertadores: 1

Botafogo: 2024